# Adriana Moura
Pour les articles homonymes, voir Moura (homonymie).
Adriana Moura , née le 2 août 1968 à Rio de Janeiro, est une joueuse professionnelle de squash représentant le Brésil. Elle atteint en juillet 1999, la 85e place mondiale sur le circuit international, son meilleur classement. 